# 萨伊诺斯
萨伊诺斯，是西班牙埃斯特雷马杜拉巴达霍斯省的一个市镇。总面积45平方公里，
2001年普查人口總數為2979人，人口密度為每平方公里66人。